# 日高峻
日高 峻（ひだか しゅん、1990年 - ）は、フジテレビ所属の映画・テレビプロデューサー。

## 担当作品

### 映画
- 心が叫びたがってるんだ。（2017年） - プロデューサー
- 人魚の眠る家（2018年） - 共同プロデューサー
- マスカレード・ホテル（2018年） - アソシエイトプロデューサー
- ONE PIECE STAMPEDE（2019年） - アソシエイトプロデューサー
- 空の青さを知る人よ（2019年） - 共同プロデューサー
- 弱虫ペダル（2020年） - プロデューサー
- マスカレード・ナイト（2021年） - プロデューサー
- ONE PIECE FILM RED（2022年） - 協力プロデューサー

### ドラマ
- Tokyo Woman（2023年） - 企画
- 院内警察（2024年） - 編成企画
- 全領域異常解決室（2024々） - 編成
- アイシー～瞬間記憶捜査・柊班～（2025年） - 編成企画

### バラエティ
- サスティな！～こんなとこにもSDGs～（2022年 - 2025年） - 企画
- 逃走中（2023年 - ） - 企画

### アニメ
- ONE PIECE～ハートオブゴールド～（2016年） - 協力プロデューサー
- ONE PIECE（2022年 - ） - 企画
- ONE PIECE FAN LETTER（2024年） - 企画
- SPECIAL EDITED VERSION 『ONE PIECE』 魚人島編（2024年 - 2025年） - 企画

## 参考
- allcinema. “日高峻”. allcinema. 2025年5月25日閲覧。
- “「日高峻」でのドラマ＆人名検索結果 - ◇ テレビドラマデータベース ◇”. テレビドラマデータベース. 2025年5月25日閲覧。